# Frechilla
Frechilla ist ein nordspanisches Dorf und Hauptort einer Gemeinde (municipio) mit 136 Einwohnern (Stand: 2024) in der Provinz Palencia in der Autonomen Gemeinschaft Kastilien-León. 

## Lage und Klima
Frechilla liegt in der Region Tierra de Campos auf der kastilischen Hochebene in einer Höhe von ca. 775 m. Die Provinzhauptstadt Palencia befindet sich mit ihrem Stadtzentrum etwa 30 Kilometer (Fahrtstrecke) südöstlich.
Das Klima im Winter ist durchaus kalt, im Sommer dagegen warm bis heiß; die eher spärlichen Regenfälle (ca. 545 mm/Jahr) fallen überwiegend im Winterhalbjahr.

## Bevölkerungsentwicklung
| Jahr      | 1970 | 1981 | 1991 | 2001 | 2011 | 2021 |
| Einwohner | 598  | 366  | 292  | 250  | 190  | 148  |

## Sehenswürdigkeiten

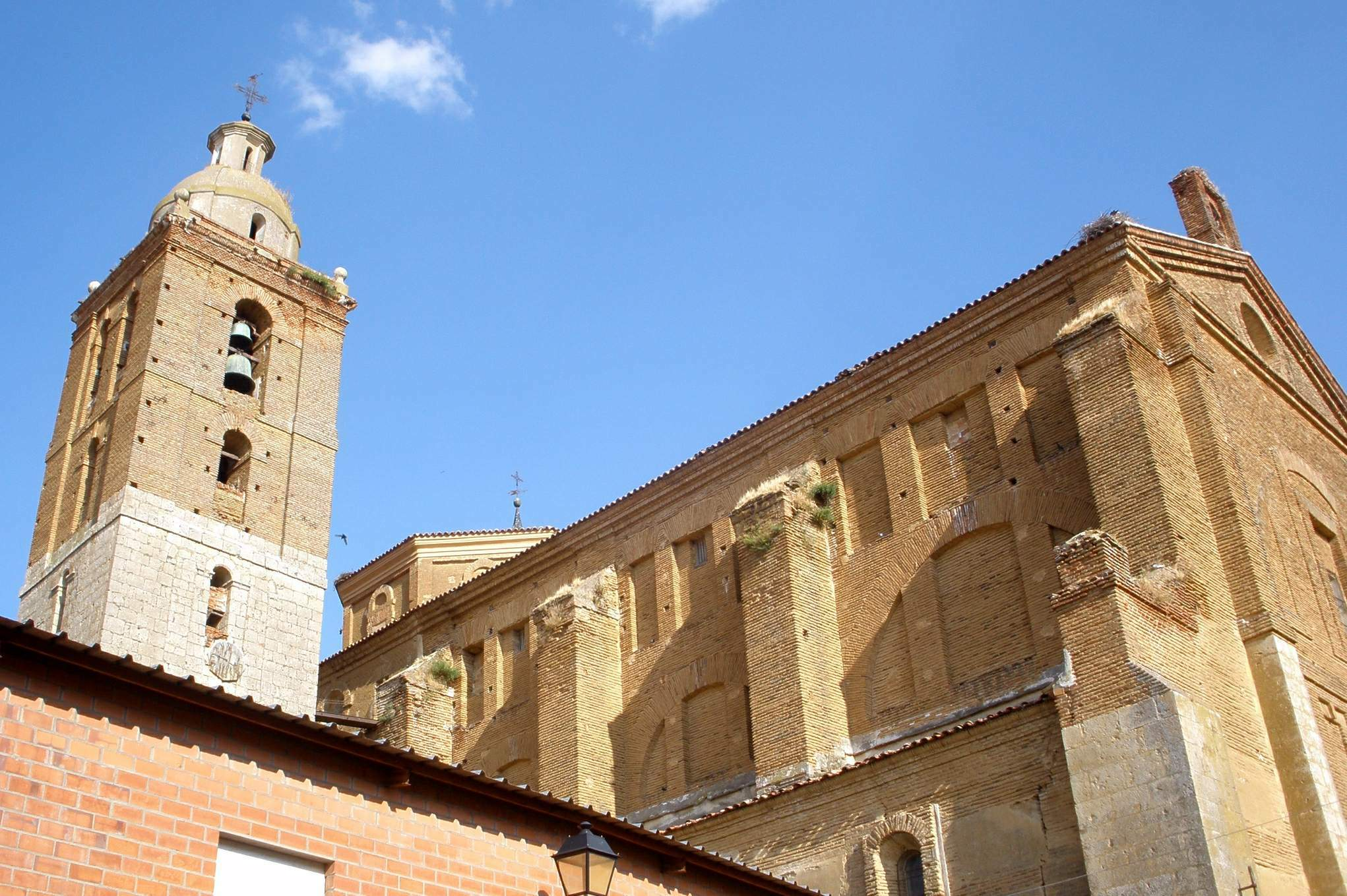
Marienkirche
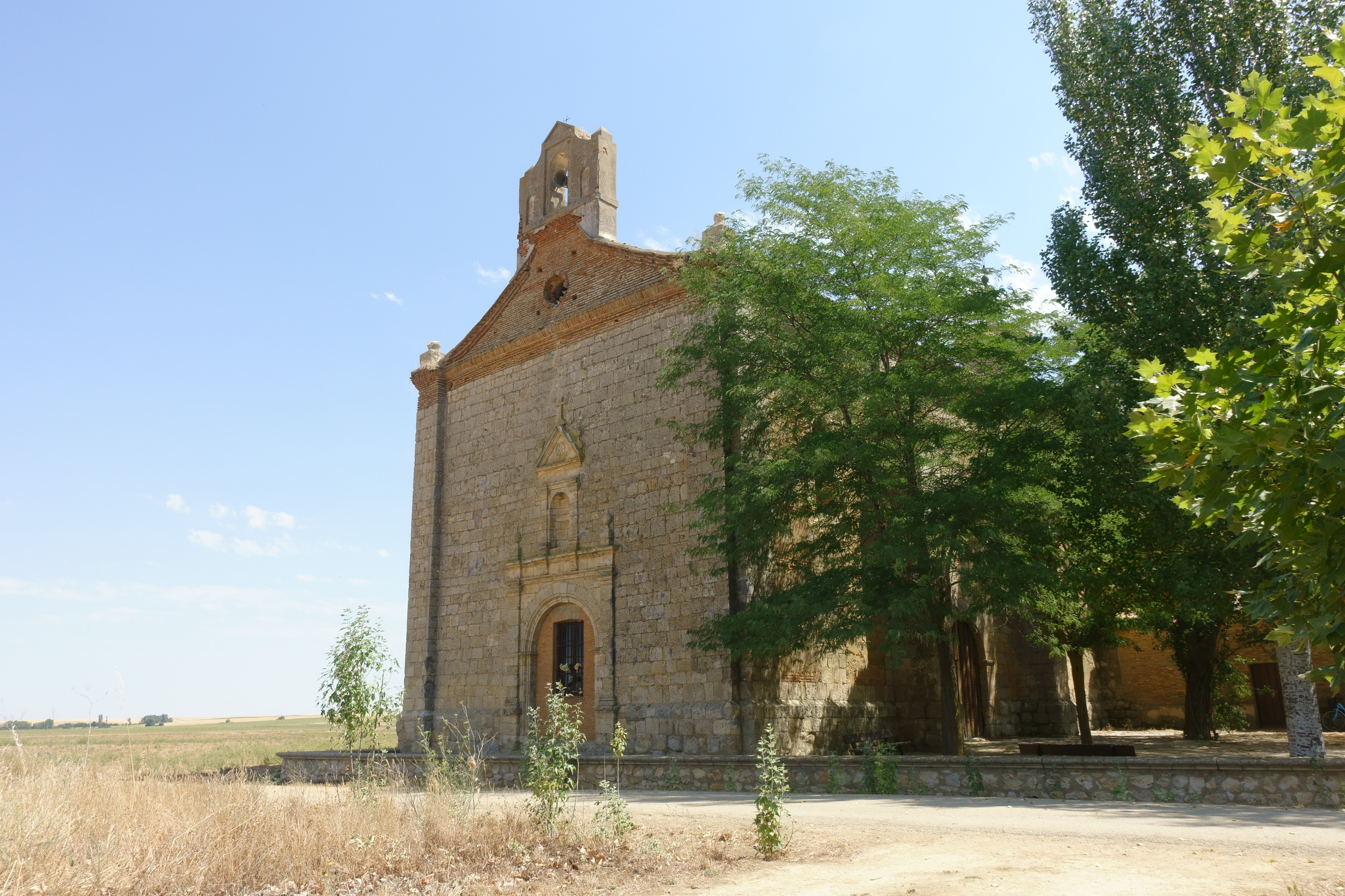
Michaeliskapelle
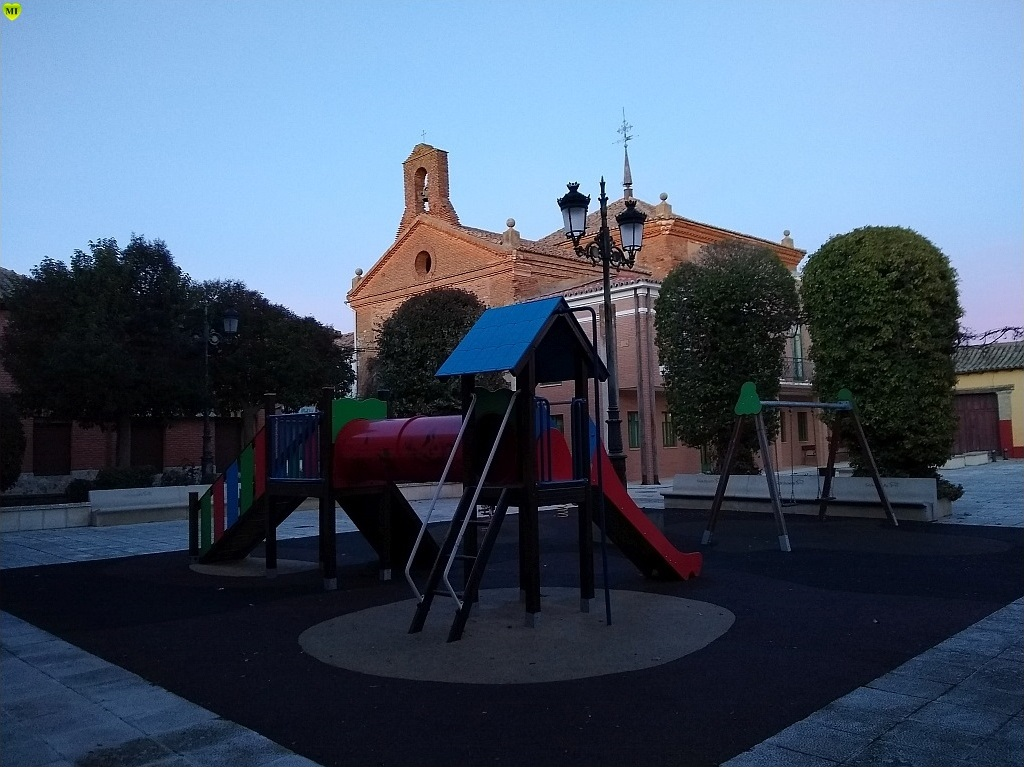
Marienkapelle
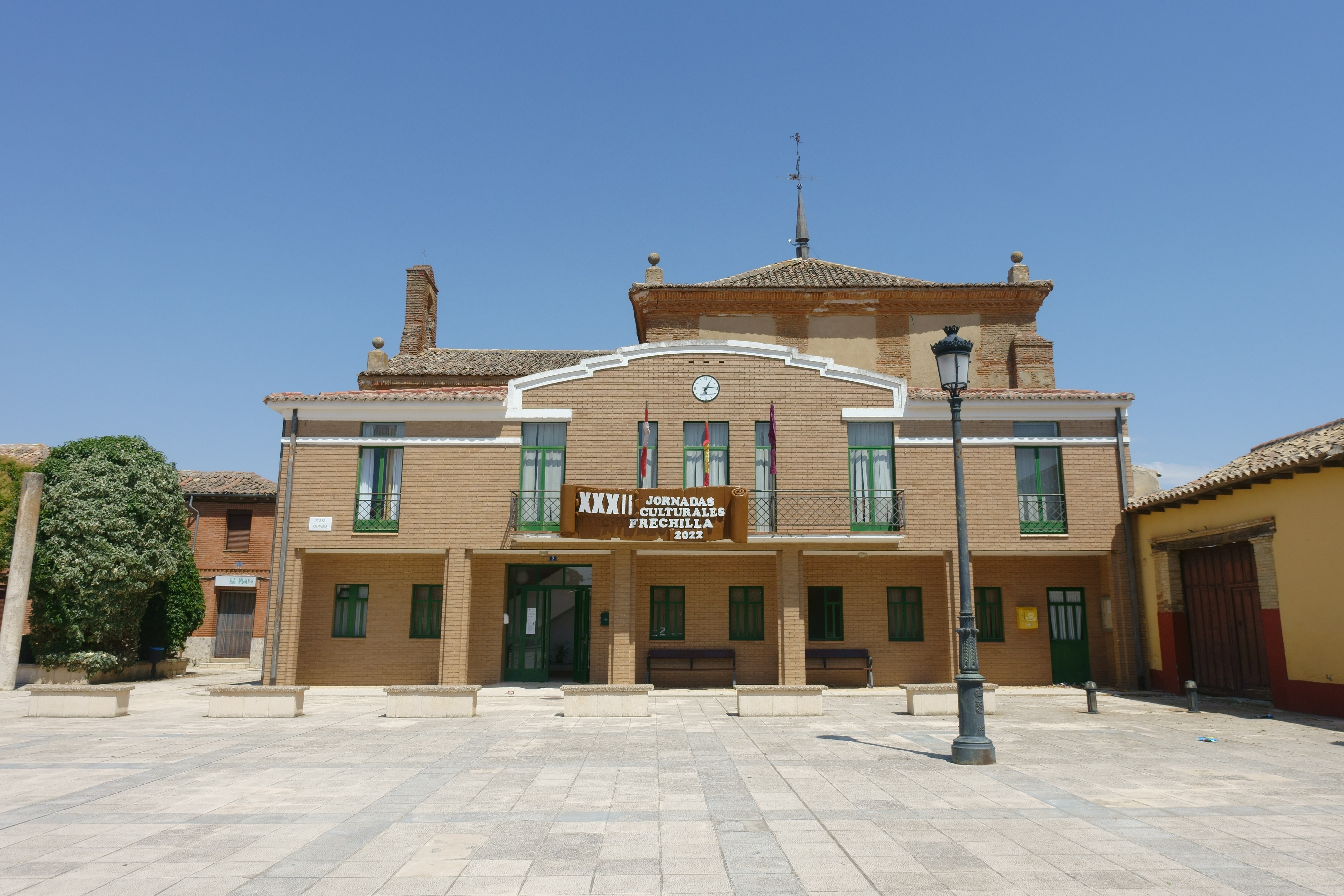
Rathaus

- Marienkirche
- Michaeliskapelle
- Marienkapelle
- Rathaus